# ولسوالی چارسده
چهارسده یکی از شهرستان های ولایت غور افغانستان به مرکزیت شهر چهارسده است. جمعیت آن در سال ٢۰٢۰ (میلادی) ٣۰٬٩٥۶ نفر اعلام شده‌است. 
چهار سده با شهرستان مرغاب در شرق مرز مشترک دارد.
ساکنان این شهرستان را تاجیک ها تشکیل می دهند.